# Mérona
Pour les articles homonymes, voir Meron (homonymie).
Mérona est une commune française située dans le département du Jura, dans la région culturelle et historique de Franche-Comté et la région administrative Bourgogne-Franche-Comté.

## Géographie
Mérona est située à 18 km de Lons-le-Saunier, 70 km de Dole, 5 km d'Orgelet.
Mérona est la commune de Bourgogne-Franche-Comté la moins peuplée avec 8 habitants à l'année actuellement. Il rassemble 4 maisons, une ferme et un château. Il domine la petite vallée de Plaisia. Situé sur un col, le village est entouré par la forêt (la Grand'Combe).
Le château de Mérona comporte un parc à l'anglaise et une allée de gros tilleuls et garde des traces de l'ancien château fort détruit.

### Climat
Pour des articles plus généraux, voir Climat de la Bourgogne-Franche-Comté et Climat du département du Jura.
En 2010, le climat de la commune est de type climat de montagne, selon une étude du Centre national de la recherche scientifique s'appuyant sur une série de données couvrant la période 1971-2000. En 2020, Météo-France publie une typologie des climats de la France métropolitaine dans laquelle la commune est exposée à un climat semi-continental et est dans la région climatique  Jura, caractérisée par une forte pluviométrie en toutes saisons (1 000 à 1 500 mm/an), des hivers rigoureux et un ensoleillement médiocre. 
Pour la période 1971-2000, la température annuelle moyenne est de 8,6 °C, avec une amplitude thermique annuelle de 16,6 °C. Le cumul annuel moyen de précipitations est de 1 657 mm, avec 13,4 jours de précipitations en janvier et 10,2 jours en juillet. Pour la période 1991-2020, la température moyenne annuelle observée sur la station météorologique de Météo-France la plus proche, « Orgelet », sur la commune d'Orgelet à 4 km à vol d'oiseau, est de 11,0 °C et le cumul annuel moyen de précipitations est de 1 411,6 mm. 
La température maximale relevée sur cette station est de 40 °C, atteinte le 31 juillet 2020 ; la température minimale est de −18 °C, atteinte le 5 février 2012,,. 
Les paramètres climatiques de la commune ont été estimés pour le milieu du siècle (2041-2070) selon différents scénarios d'émission de gaz à effet de serre à partir des nouvelles projections climatiques de référence DRIAS-2020. Ils sont consultables sur un site dédié publié par Météo-France en novembre 2022.

## Urbanisme

### Typologie
Au 1er janvier 2024, Mérona est catégorisée commune rurale à habitat très dispersé, selon la nouvelle grille communale de densité à sept niveaux définie par l'Insee en 2022.
Elle est située hors unité urbaine et hors attraction des villes,.

### Occupation des sols
L'occupation des sols de la commune, telle qu'elle ressort de la base de données européenne d’occupation biophysique des sols Corine Land Cover (CLC), est marquée par l'importance des forêts et milieux semi-naturels (67,8 % en 2018), une proportion identique à celle de 1990 (67,8 %). La répartition détaillée en 2018 est la suivante : 
forêts (67,8 %), terres arables (27,8 %), prairies (4,4 %). L'évolution de l’occupation des sols de la commune et de ses infrastructures peut être observée sur les différentes représentations cartographiques du territoire : la carte de Cassini (XVIIIe siècle), la carte d'état-major (1820-1866) et les cartes ou photos aériennes de l'IGN pour la période actuelle (1950 à aujourd'hui).

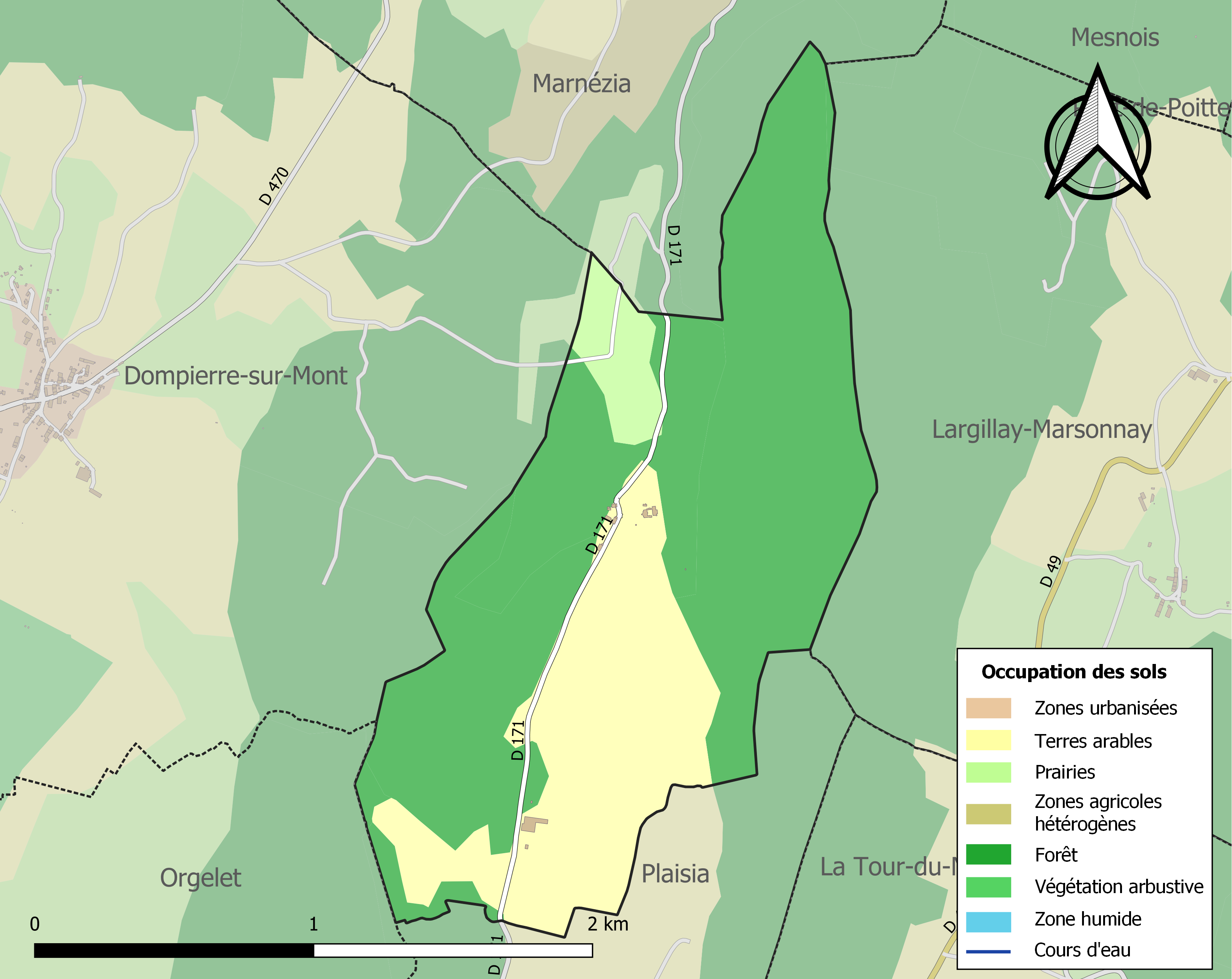
Carte des infrastructures et de l'occupation des sols de la commune en 2018 (CLC).

## Histoire

Armes de la famille subsistante de Mérona (alias Tissot de La Barre de Mérona) qui donna les derniers seigneurs locaux.

Le château existant se situe sur l'emplacement de l'ancien château fort détruit par Louis XI. Mais Mérona n'a pas toujours été un château. En effet, sans doute après sa destruction par Louis XI, qui détruisit une partie d'Orgelet également, une grande propriété fut construite. Ce n'est qu'à la fin du XIXe siècle que Paul de Mérona fit construire de nombreuses tours, dans un style Renaissance et agrandit la demeure.
L'actuel château a conservé quelques parties de l'ancien château fort (le pigeonnier, une tour, des pierres…).

## Politique et administration
| Période      | Période                         | Identité            | Étiquette | Qualité                    |
| ------------ | ------------------------------- | ------------------- | --------- | -------------------------- |
|              | 1979                            | Christian de Mérona |           |                            |
| 1979         | septembre 2012                  | Xavier de Mérona    |           |                            |
| octobre 2012 | En cours (au 10 septembre 2020) | Bernard de Mérona   |           | Retraité Fonction publique |

## Démographie
L'évolution du nombre d'habitants est connue à travers les recensements de la population effectués dans la commune depuis 1793. Pour les communes de moins de 10 000 habitants, une enquête de recensement portant sur toute la population est réalisée tous les cinq ans, les populations de référence des années intermédiaires étant quant à elles estimées par interpolation ou extrapolation. Pour la commune, le premier recensement exhaustif entrant dans le cadre du nouveau dispositif a été réalisé en 2007.

En 2022, la commune comptait 8 habitants, en évolution de −11,11 % par rapport à 2016 (Jura : −0,81 %, France hors Mayotte : +2,11 %).
| 1793 | 1800 | 1806 | 1821 | 1831 | 1836 | 1841 | 1846 | 1851 |
| ---- | ---- | ---- | ---- | ---- | ---- | ---- | ---- | ---- |
| 75   | 72   | 59   | 74   | 66   | 57   | 58   | 47   | 46   |

| 1856 | 1861 | 1866 | 1872 | 1876 | 1881 | 1886 | 1891 | 1896 |
| ---- | ---- | ---- | ---- | ---- | ---- | ---- | ---- | ---- |
| 47   | 55   | 41   | 47   | 47   | 43   | 49   | 41   | 40   |

| 1901 | 1906 | 1911 | 1921 | 1926 | 1931 | 1936 | 1946 | 1954 |
| ---- | ---- | ---- | ---- | ---- | ---- | ---- | ---- | ---- |
| 38   | 30   | 30   | 31   | 27   | 31   | 26   | 21   | 18   |

| 1962 | 1968 | 1975 | 1982 | 1990 | 1999 | 2006 | 2007 | 2012 |
| ---- | ---- | ---- | ---- | ---- | ---- | ---- | ---- | ---- |
| 13   | 10   | 7    | 5    | 3    | 8    | 11   | 11   | 11   |

| 2017 | 2022 | - | - | - | - | - | - | - |
| ---- | ---- | - | - | - | - | - | - | - |
| 8    | 8    | - | - | - | - | - | - | - |

## Culture locale et patrimoine

### Lieux et monuments
Le château de Mérona a servi de décor pour la résidence de Vergy dans le téléfilm Le Rouge et le Noir, de Jean-Daniel Verhaeghe (1998), et précédemment dans la version anglaise tournée pour le compte de la BBC.